# USS Reid (DD-369)
USS Reid (DD-369) là một tàu khu trục lớp Mahan được Hải quân Hoa Kỳ chế tạo vào giữa những năm 1930. Nó là chiếc tàu chiến thứ ba của Hải quân Hoa Kỳ được đặt tên theo Samuel Chester Reid (1783-1861), một sĩ quan hải quân từng tham gia cuộc Chiến tranh 1812. Nó đặt căn cứ tại Thái Bình Dương, hoạt động tuần tra và hộ tống trước và trong Chiến tranh Thế giới thứ hai, đã có mặt tại Trân Châu Cảng vào lúc diễn ra cuộc tấn công vào ngày 7 tháng 12 năm 1941, nhưng đã không chịu hư hại hay thương vong, và đã tiếp tục hoạt động trong chiến tranh cho đến khi bị máy bay cảm tử kamikaze đánh chìm tại Philippines năm 1944.

## Thiết kế và chế tạo
Reid được đặt lườn vào ngày 25 tháng 6 năm 1934 tại xưởng tàu của hãng Federal Shipbuilding and Drydock Company ở Kearny, New Jersey. Nó được hạ thủy vào ngày 11 tháng 1 năm 1936, được đỡ đầu bởi bà Beatrice Reid Power; và được đưa ra hoạt động vào ngày 2 tháng 11 năm 1936 dưới quyền chỉ huy của Hạm trưởng, Đại tá Hải quân Robert B. Carney.

## Lịch sử hoạt động
Từ năm 1937 đến năm 1941, Reid tham gia các hoạt động huấn luyện và cơ động hạm đội tại Đại Tây Dương và Thái Bình Dương. Khi Hải quân Nhật bất ngờ tấn công Trân Châu Cảng vào ngày 7 tháng 12 năm 1941, các khẩu pháo của nó đã nổ súng vào những kẻ tấn công, bắn rơi một máy bay đối phương; và sau cuộc tấn công, nó tuần tra ngoài khơi quần đảo Hawaii, đảo san hô Palmyra và đảo Johnston trong tháng 12. Đến tháng 1 năm 1942, nó hộ tống một đoàn tàu vận tải đi San Francisco, California trước khi quay trở lại Hawaii tiếp tục nhiệm vụ tuần tra; đi đến đảo Midway và hộ tống thêm hai đoàn tàu vận tải khác đi San Francisco.
Khởi hành từ Trân Châu Cảng vào ngày 22 tháng 5 năm 1942, Reid đi lên phía Bắc để bắn phá các vị trí của quân Nhật trên đảo Kiska, Alaska vào ngày 7 tháng 8. Nó hỗ trợ cho cuộc đổ bộ lên Adak, Alaska vào ngày 30 tháng 8, và đã đánh chìm tàu ngầm Nhật RO-61 bằng hải pháo vào ngày 31 tháng 8. Sau khi chuyển năm tù binh Nhật về Dutch Harbor, Alaska, nó tuần tra gần New Caledonia, Samoa và quần đảo Fiji trong tháng 10 và tháng 11 năm 1942. Rời cảng Suva, Fiji vào ngày Giáng sinh 1942, nó hộ tống các tàu vận chuyển chở binh lính Lục quân đến Guadalcanal, trước khi bảo vệ cho một đoàn tàu khác đi đến Espiritu Santo, New Hebrides. Trong tháng 1 năm 1943, nó bắn phá nhiều vị trí đối phương tại Guadalcanal.
Sau khi tuần tra tại khu vực quần đảo Solomon, Reid cũng cung cấp thông tin radar và dẫn đường tác chiến cho cuộc đổ bộ lên Lae, New Guinea vào ngày 4 tháng 9 năm 1943. Đang khi hỗ trợ cho cuộc đổ bộ lên Finschhafen, New Guinea vào ngày 22 tháng 9, nó đã bắn rơi hai máy bay đối phương. Sau các hoạt động tuần tra và hộ tống ngoài khơi New Guinea, nó khởi hành từ Buna Roads, New Guinea để hộ tống một đoàn tàu chuyển quân để đổ bộ lên Arawe, New Britain vào ngày 15 tháng 12. Nó bảo vệ cho cuộc đổ bộ lên mũi Gloucester, New Britain vào ngày 26 tháng 12, và tại Saidor, New Guinea vào ngày 2 tháng 1 năm 1944. Nó lại tiếp tục hỗ trợ cho cuộc đổ bộ lên đảo Los Negros, quần đảo Admiralty vào ngày 29 tháng 2 và Hollandia, New Guinea vào ngày 22 tháng 4. Các khẩu pháo của nó đã bảo vệ cho cuộc đổ bộ lên đảo Wakde vào ngày 17 tháng 5, lên Biak vào ngày 27 tháng 5 và đảo Noemfoor, New Guinea vào ngày 2 tháng 7.
Khởi hành từ Trân Châu Cảng vào ngày 29 tháng 8 năm 1944, Reid hỗ trợ cho cuộc đổ bộ lên đảo Wake vào ngày 3 tháng 9. Sau khi tuần tra ngoài khơi Leyte, Philippines trong tháng 11, nó lên đường đi đến vịnh Ormoc, Leyte, hỗ trợ cho cuộc đổ bộ tại đây vào ngày 7 tháng 12, và hộ tống cho tàu chị em Lamson bị hư hại rút lui về phía vịnh Leyte. Trong giai đoạn này, cá ccuộc chiến đấu diễn ra liên miên; trong hai tuần lễ tại vùng biển chung quanh Leyte, thủy thủ đoàn chỉ được ngủ một hay hai giờ mỗi lần, vì phải chuyển sang trạng thái báo động chiến đấu trung bình mười lần mỗi ngày. Đang khi hộ tống một đoàn tàu vận tải tiếp liệu đến vịnh Ormoc, ở gần eo biển Surigao vào ngày 11 tháng 12 năm 1944, Reid bị đánh chìm trong một trận chiến mà nó đã tiêu diệt bảy máy bay đối phương.
Reid đang bảo vệ một lực lượng tàu đổ bộ vận chuyển tiếp liệu hướng đến vịnh Ormoc ngoài khơi bờ biển phía Tây Leyte. Vào khoảng 17 giờ 00, mười hai máy bay đối phương đã tiếp cận đoàn tàu vận tải; Reid là chiếc gần hơn hết đối với những máy bay tấn công. Chiếc thứ nhất và chiếc thứ hai đã bị bắn rơi bởi pháo 5-inch, và chiếc thứ ba nổ tung ở cách 500 thước Anh (460 m) bên mạn phải. Chiếc thứ tư bị rơi ở mực nước vì vướng một cánh lên dây chằng cột ăn-ten bên mạn phải; quả bom của nó phát nổ gây hư hại đáng kể phía trước con tàu. Chiếc thứ năm bắn phá bên mạn phải tàu và bị rơi phía đuôi mạn trái. Chiếc thứ sáu bắn phá cầu tàu bên mạn trái và bị rơi phía đuôi bên mạn phải; chiếc thứ năm và thứ sáu rõ ràng không mang bom hoặc bom của chúng bị tịt ngòi. Chiếc thứ bảy tấn công từ phía đuôi, bắn phá Reid và rơi bên mạn trái; quả bom của nó nổ cạnh hầm đạn phía sau, làm vỡ tung con tàu. Tất cả các hoạt động trên diễn ra chỉ trong vòng một phút.
Con tàu bị tử thương nhưng vẫn duy trì được tốc độ 20 hải lý trên giờ (37 km/h). Khi phần đuôi bị vỡ tung, nó lật nghiêng qua mạn phải rồi chìm xuống biển ở độ sâu 600 sải (1.100 m) chỉ trong vòng hai phút, ở tọa độ 9°57′40″B 124°56′1″Đ / 9,96111°B 124,93361°Đ. 103 thành viên thủy thủ đoàn đã thiệt mạng cùng con tàu; những người sống sót bị máy bay Nhật tấn công trước khi được cứu vớt. 150 người sống sót được các tàu đổ bộ của đoàn tàu vớt lên.

## Phần thưởng
Reid được tặng thưởng bảy Ngôi sao Chiến trận do thành tích phục vụ trong Chiến tranh Thế giới thứ hai.